# Emily Wilson (Fußballspielerin)
Emily Wilson (* 26. August 2001 in Nordirland) ist eine nordirische Fußballspielerin. Sie steht derzeit bei den Crusaders Newtownabbey Strikers unter Vertrag und spielte 2018 erstmals für die A-Nationalmannschaft.

## Karriere

### Vereine
Emily Wilson wuchs in Antrim auf, wo sie im Alter von acht Jahren in der Jungenmannschaft Fußball spielte. Ein Jahr später spielte sie dann beim Glentoran FC, ehe sie nach drei Jahren zu den Crusaders Newtownabbey Strikers wechselte. Für den Verein spielt sie in der ersten nordirischen Frauenfußball-Liga. Im November 2020 wurde sie als Spielerin des Monats ausgezeichnet.

### Nationalmannschaft
Wilson spielte zunächst für die nordirische U-17-Mannschaft und U-19-Mannschaft. Sie kam am 28. Februar 2018 bei einem Spiel gegen die Kasachische Fußballnationalmannschaft der Frauen erstmals für die nordirische Nationalmannschaft zum Einsatz. Bei der Fußball-Europameisterschaft der Frauen 2022 spielte sie in allen drei Vorrundenspielen, wobei sie stets erst im Laufe des Spiels eingewechselt wurde.